# 莎车府
莎车府，清朝设置的府。
光绪二十八年（1902年）升莎车州置，治今新疆维吾尔自治区莎车县。属新疆省。下辖三县：莎车县、叶城县、皮山县。1913年降为县。 